# Königsberg Ostbahnhof

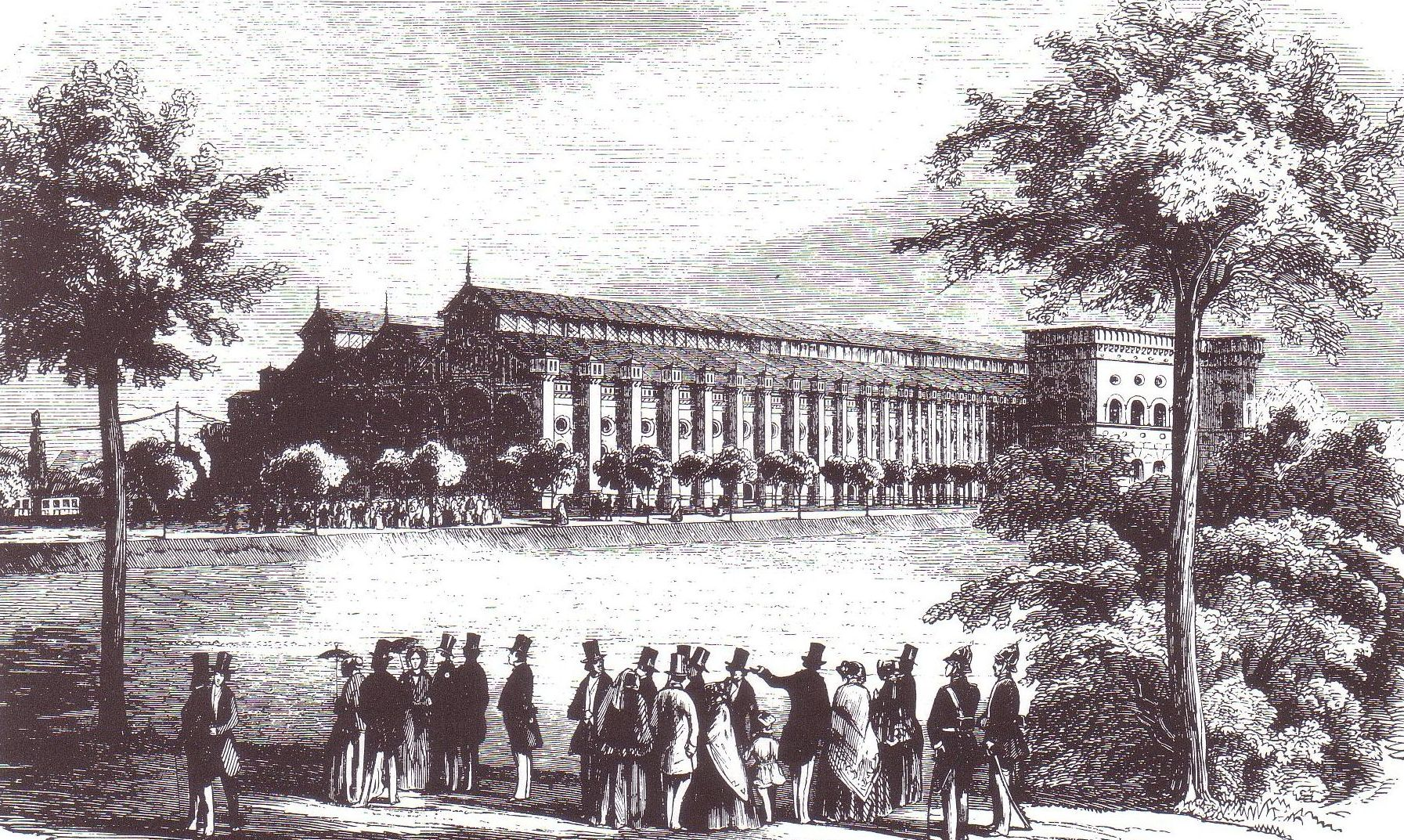
Einweihung des Ostbahnhofs Königsberg

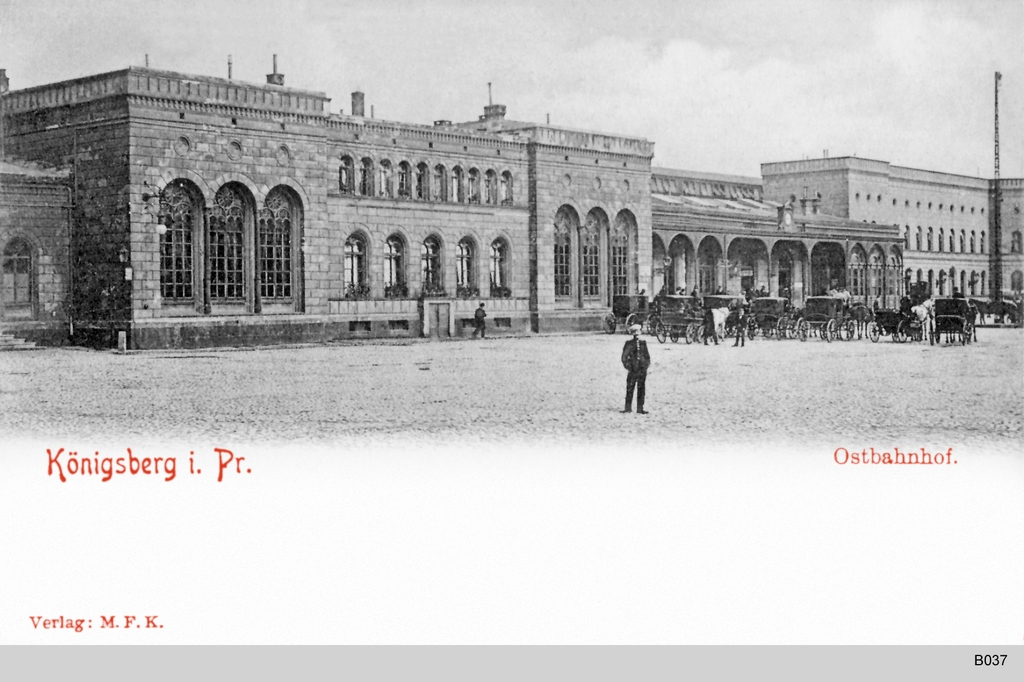
Bahnhof Königsberg Ost

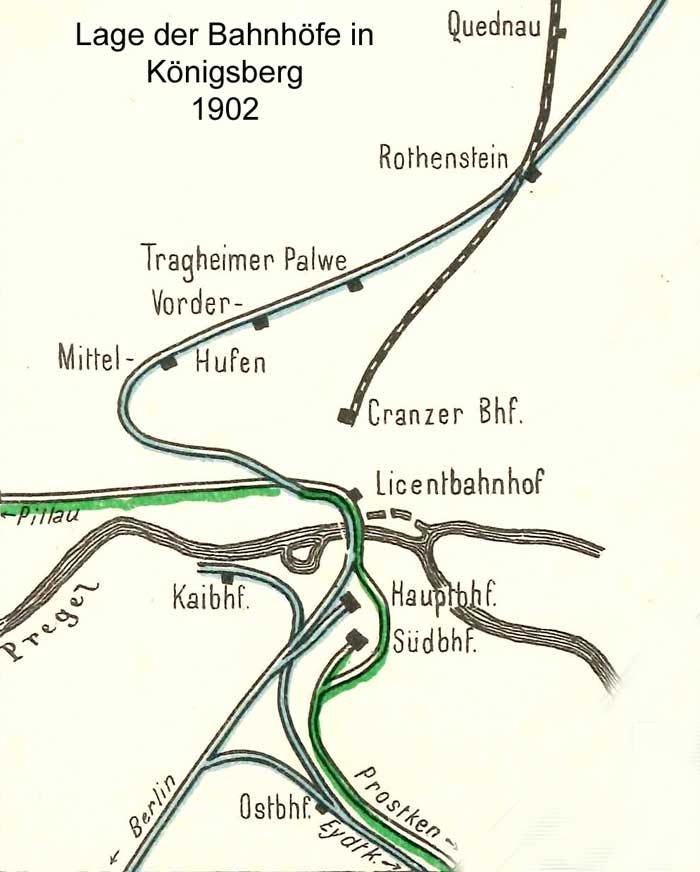
Lage der Bahnhöfe in Königsberg 1902

Die Preußische Ostbahn endete zunächst im Ostbahnhof Königsberg.

## Baugeschichte
Der Eröffnungszug fuhr am 2. August 1853 in die 126 m lange und 33 m breite Halle ein. Zu zwei Seiten- und einem Mittelbahnsteig kamen auf der Westseite noch zwei nicht überdachte Bahnsteige hinzu, die ab 1889 den Zügen nach Labiau und Tilsit dienten. 
Gegen Ende des 19. Jahrhunderts wurden die Bahnsteige für die Züge aus Eydtkuhnen und Berlin zu kurz, so dass der Weichenbereich am Gleis 1 mit Bohlen ausgelegt und Stufentritte an die Wagentüren gestellt wurden.
Die Bahnhofshalle war an drei Seiten von Gebäuden umgeben. An der Ostseite zum Vorplatz lag der Seitentrakt des mehrgeschossigen Nordgebäudes mit den Empfangsräumen. Von der Säulenvorhalle konnten die Gepäckabfertigung, der Fahrkartenschalter und die nach Klassen getrennten Warteräume erreicht werden.
Der Westflügel und die Obergeschosse enthielten Büroräume. Dort waren zunächst die Inspektionen, seit 1873 die Linienkommission, ab 1879 das Eisenbahnbetriebsamt, ab 1895 die Eisenbahndirektion (bis zum Umzug in die Vorstädtische Langgasse) und bis 1929 auch verschiedene Eisenbahn- und Reichsbahnämter untergebracht.
Die Nordseite hatte einen unmittelbaren Zugang zum Querbahnsteig und einen überdachten Ausgang für feierliche Empfänge.
Planungen zur Umgestaltung der alten Königsberger Bahnanlagen und der beiden Kopfbahnhöfe Ost- und Südbahnhof durch einen neuen, als Durchgangsbahnhof gestalteten Hauptbahnhof gab es bereits seit der Jahrhundertwende. Der Erste Weltkrieg verhinderte die Umsetzung. Erst 1929 konnte die Reichsbahn den neuen Königsberger Hauptbahnhof einweihen, heute als Bahnhof Kaliningrad-Passaschirski bezeichnet. Die Anlagen des Ostbahnhofs wurden anschließend abgerissen.